# Agnieszka Renc

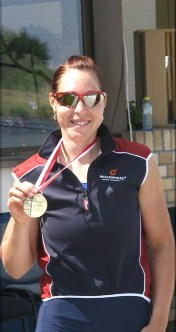
Agnieszka Renc (2010)

Agnieszka Renc (* 9. Januar 1986 in Warschau) ist eine ehemalige polnische Leichtgewichts-Ruderin. 2012 wurde sie in Plowdiw Weltmeisterin im Leichtgewichts-Doppelvierer.

## Sportliche Karriere
Die 1,68 m große Agnieszka Renc belegte bei den U23-Weltmeisterschaften 2008 den neunten Platz im Leichtgewichts-Doppelzweier. 2009 ruderte sie mit Magdalena Kemnitz und gewann hinter den Griechinnen Christina Giazitzidou und Alexandra Tsiavou Silber bei den Weltmeisterschaften in Posen. Auch bei den Europameisterschaften in Brest siegten die Griechinnen vor den beiden Polinnen. Im Jahr darauf siegten bei den Europameisterschaften in Montemor erneut die Griechinnen vor den Polinnen. Bei den Weltmeisterschaften 2010 erreichten die Polinnen nur das C-Finale. 2011 ruderte Renc bei den Weltmeisterschaften in Bled im Leichtgewichts-Einer und belegte den siebten Platz. Bei den Europameisterschaften 2011 belegten Kemnitz und Renc den sechsten Platz im Leichtgewichts-Doppelzweier. 2012 trat Renc zusammen mit Magdalena Kemnitz, Jaclyn Halko und Weronika Deresz im Leichtgewichts-Doppelvierer bei den Weltmeisterschaften in den nichtolympischen Bootsklassen an und gewann den Titel. Zum Saisonabschluss 2012 belegten Deresz und Renc im Leichtgewichts-Doppelzweier den vierten Platz bei den Europameisterschaften in Varese.